# Henri Selmer Paris
Henri Selmer Paris — французская фирма-производитель саксофонов и кларнетов, а также мундштуков и тростей к ним. Основана в Париже в 1885 году Анри Сельмером. Широкую известность приобрела с начала XX века. Первоначально специализировалась на тростях и мундштуках. С 1912 года (первая фабрика в городке Gaillon) освоила кларнет, позже также флейту, саксофон, трубу и другие духовые инструменты.
Ныне французский «Сельмер» признаётся одним из ведущих в мире производителей высококачественных деревянных и медных духовых инструментов. После Второй мировой войны наибольшую популярность у музыкантов завоевали фирменные саксофоны.
Фабрика и штаб-квартира французского Сельмера находится в городе Мант-ля-Виль (Mantes-la-Ville).

## Модельный ряд

### Саксофоны
- 1922 : Modele 22
- 1926 : Modele 26
- 1930 : Cigar Cutter (Super Sax)
- 1934 : Radio Improved
- 1936 : Balanced Action
- 1948 : Super Action
- 1954 : Mark VI
- 1974 : Mark VII
- 1981 : Super Action 80
- 1986 : Super Action 80 Serie II
- 1995 : Serie III (Soprano)
- 1997 : Serie III (Tenor)
- 1999 : Serie III (Alto)
- 2000 : Reference 36 & 54 (Tenor)
- 2003 : Reference (Alto)
- 2008 : Serie III (Baryton)
- 2014 : Axos
- 2021 : Supreme (Alto)
- 2022 : Supreme Modéle 2022 (Alto)
- 2023 : Supreme (Tenor)
- 2023 : Signature (Alto & Tenor)